# Beth Ostrosky Stern
Beth Ostrosky Stern (sinh ngày 15 tháng 7 năm 1972)  là một nữ diễn viên, tác giả, người mẫu và nhà hoạt động vì quyền động vật người Mỹ

## Thời thơ ấu
Ostrosky được sinh ra ở Pittsburgh, Pennsylvania. Mẹ cô, Judy (née Jarema), là một cựu người mẫu và cha cô, Robert Ostrosky, là một nha sĩ. Ostrosky được nuôi dạy Công giáo La Mã. Cô có hai anh em.
Cô học tại trường trung học Fox Chapel ở ngoại ô Fox Chapel, Pennsylvania, và học 3 năm tại Đại học Pittsburgh trước khi bỏ học để theo đuổi nghề người mẫu thành phố New York.

## Nghề nghiệp

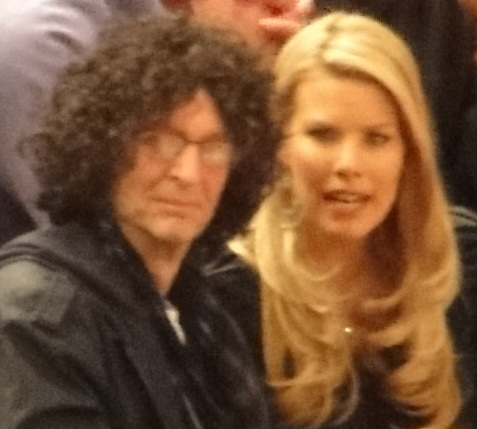
Howard Stern và Ostrosky năm 2011

Ostrosky bắt đầu làm việc bằng nghề người mẫu từ khi còn học trung học. Cô chuyển từ Pittsburgh đến thành phố New York để theo đuổi sự nghiệp người mẫu và làm việc cho một số công ty thời trang ở NYC vào đầu những năm 2000. Ngay sau khi cô đến thành phố New York, các tuyển trạch viên bắt đầu chú ý đến tài năng của cô, và đề nghị cô đóng những vai nhỏ trong các dự án về phim và trương trình tivi. Ostrosky nhận được vai diễn đáng chú ý đầu tiên của cô là vào vai một trong các cô con gái của Ben Stiller trong bộ phim Flirting with Disaster năm 1996. Cô đã đóng một vai trò nổi bật hơn bốn năm sau đó trong bộ phim Whipped, với Amanda Peet. Ostrosky cũng thường xuyên xuất hiện trên truyền hình ở phần cuối của G4 show Filter, và trên Spike TV trong serie Casino Cinema.
Cô đã xuất hiện trên trang bìa của một số tạp chí, ba lần trên FHM. cô nằm trong số "100 phụ nữ quyến rũ nhất năm của FHM" vào các năm 2002, 2003, 2004 và 2007 do độc giả bình chọn trên FHM (# 76).
AskMen.com Cô được xếp hạng 96 trong danh sách Phụ nữ được khao khát nhất năm 2007.   Cô đã được ký hợp đồng với Click Model, tại Boston và thành phố New York.   
Năm 2010, Ostrosky-Stern viết cuốn sách Oh My Dog: Cách chọn, huấn luyện, nuôi dưỡng và chăm sóc cho người bạn thân mới của bạn, xếp thứ 5 trong danh sách sách bán chạy nhất của tờ New York Times. Vào năm 2014, Ostrosky-Stern đã viết cuốn sách thiếu nhi Yoda: Câu chuyện về một chú mèo và những chú mèo con cuốn sách nói về một chú mèo Ba Tư bị bệnh tim, mà bà và chồng đã giải cứu. Tiền thu được từ cuốn sách đã ủng hộ cho Furry Friends của Bianca, một nơi trú ẩn động vật rộng 15.000 mét vuông tại Liên đoàn Động vật North Shore, được đặt theo tên của con chó săn đã chết của cặp vợ chồng. Vào năm 2015, Ostrosky-Stern đã viết phần tiếp theo Yoda Gets a Buddy.

## Cuộc sống cá nhân
Ostrosky và phát thanh viên Howard Stern đã đính hôn vào ngày 13 tháng 2 năm 2007 sau 7 năm hẹn hò và kết hôn tại nhà hàng Le Cirque ở thành phố New York vào ngày 3 tháng 10 năm 2008. 